# Zics
Zics község Somogy vármegyében, a Tabi járásban.

## Fekvése
Külső-Somogyban, Tabtól 8 kilométerre délnyugatra fekszik. Központján a Szorosadtól Kapolyig húzódó, a 6508-as és 6511-es utakat összekötő 6516-os út halad végig, nyugati szomszédjával, Nágoccsal a 6523-as út köti össze.
A szomszéd települések: északra (5 kilométerre) Kapoly, keletre (3,5 kilométerre) Somogyegres, délre (3,5 kilométerre) Miklósi, nyugat-délnyugatra (3 kilométerre) pedig Nágocs.

## Története
Először 1295-ben említik Zych néven, az 1332-1337. évi pápai tizedjegyzékben pedig már Zics néven volt említve,ekkor már plebániája is volt. 1351-ben a Zicsi nemesek, 1478-tól pedig Zichy György birtoka volt. Az 1536. évi adólajstromban két ily nevű helység is volt: Zicsallya és Zics, melyeknek még 1583-ban is Zichy Rafael, Ferenc és László voltak a birtokosai. Az 1563. évi török kincstári adólajstromban 7 ház található itt, az 1573–1580. években pedig 9 házát írták össze. 1660-ban Zichy István, 1701-1703 körül György és Ádám birtoka volt. 1733-ban báró Zichy Ádám birtoka és mint puszta volt említve. A török hódoltság idején elnéptelenedett falut a 18. században a Zichyek német telepesekkel népesítették be újra.
A 20. század elejének adatai szerint ekkor a községhez tartozott Gyalud-puszta is, amely ugyancsak szerepelt az 1332–1337. évi pápai tizedjegyzékben Golad néven. 1478-tól kezdve Gyalud is a Zichyek birtoka volt, valamint ide tartoztak még Margit-, Tuskós- és Varjak-puszták is, utóbbi Morvay Mihályé volt.

## Közélete

### Polgármesterei
- 1990–1992: ifj. Ginder József (független)[3][4]
- 1992–1994: id. Friss Józsefné (független)[5]
- 1994–1995: id. Friss Józsefné (független)[6][7]
- 1995–1997: ifj. Ginder József (független)[8][9][10]
- 1997–1998: Fellinger János (független)[11]
- 1998–2002: Fellinger János (független)[12]
- 2002–2006: Fellinger János (független)[13]
- 2006–2010: Fellinger János (független)[14]
- 2010–2014: Fellinger János (független)[15]
- 2014–2019: Nagy Jenő Józsefné (független)[16]
- 2019–2024: Nagy Jenő Józsefné (független)[17]
- 2024– : Hranyczka Lászlóné (független)[1]

1992. november 8-án időközi polgármester-választást tartottak a településen ifj. Ginder József lemondása miatt. 1995. július 30-án ismét választást tartottak a Zicsen, ekkor az 1992-ben lemondott Ginder Józsefet bízták meg a település vezetésével. Az újraválasztott polgármester ezúttal sem töltötte ki a posztját, 1997. márciusi lemondása miatt május 25-én ismét választást tartottak a Zicsen.

## Népesség
A település népességének változása:
| Lakosok száma | 361  | 347  | 330  | 298  | 322  | 324  | 328  |
|               | 2013 | 2014 | 2015 | 2021 | 2022 | 2023 | 2024 |

A 2011-es népszámlálás során a lakosok 90,2%-a magyarnak, 4,6% cigánynak, 3,4% németnek, 0,3% lengyelnek mondta magát (8,9% nem nyilatkozott; a kettős identitások miatt a végösszeg nagyobb lehet 100%-nál). A vallási megoszlás a következő volt: római katolikus 78,4%, református 3,4%, evangélikus 0,9%, felekezeten kívüli 6,9% (10,1% nem nyilatkozott).
2022-ben a lakosság 82%-a vallotta magát magyarnak, 4,3% németnek, 3,4% cigánynak, 0,6% szerbnek, 0,3% örménynek, 2,5% egyéb, nem hazai nemzetiségűnek (13,7% nem nyilatkozott; a kettős identitások miatt a végösszeg nagyobb lehet 100%-nál). Vallásuk szerint 44,7% volt római katolikus, 3,4% református, 0,3% evangélikus, 0,9% egyéb keresztény, 0,3% egyéb katolikus, 7,8% felekezeten kívüli (42,2% nem válaszolt).

## Nevezetességei
- Római katolikus templom: Sarlós Boldogasszonynak szentelt, 1786-ból, késő barokk.
- 2019-ben megnyílt falumúzeum
- Zichy-kúria

## Díszpolgárai
- Hertelendy Miklós (1879–1962) huszártiszt, gazdasági tanácsos, országgyűlési képviselő.[20]
- Csicsery-Rónay István katonatiszt, vezérkari ezredes, országgyűlési képviselő (1938).[21]